# 李胤華
李胤華（1593年10月13日—1626年），字元鎮，别號瓠庵，河南汝寧府汝陽縣民籍，癸巳年九月二十日生。

## 生平
萬曆四十年（1612年）壬子科河南鄉試第四十四名，四十四年（1616年）丙辰科會試一百二十八名，廷試三甲一百九十二名。户部觀政，四十五年授饒陽知縣，天啟二年繇知縣行取，迴避，陞任禮部祠祭司主事，六年升儀制司员外郎，督學山東，未莅任而卒。

## 家族
曾祖李資。祖李武，封知縣。父李宗延，丙戌進士，浙江道御史。前母张氏，贈孺人。母黄氏，封孺人。弟胤岱。娶劉氏。